# Now and Forever
Now and Forever es el nombre del séptimo álbum de estudio de la banda de soft rock australiana Air Supply. Fue publicado por Arista en 1982, donde se desprende el exitoso sencillo: «Even The Nights Are Better». Certificó ventas multiplatino.

## Listado de canciones
1. «Now and Forever» (Graham Russell) - 3:50
2. «Even The Nights Are Better» (Terry Skinner, J.L. Wallace, Ken Bell) - 3:58
3. «Young Love» (Russell, Moyse, Davis) - 3:51
4. «Two Less Lonely People in the World» (Greenfield, Hrisch) - 3:59
5. «Taking the Chance» (Russell) - 4:13
6. «Come What May» (Russell, Snow, Weil) - 3:56
7. «One Step Closer» (Russell) - 3:50
8. «Don't Be Afraid» (Elser-Smith, Rusell) - 3:20
9. «She Never Heard Me Call» (Goh, Russell) - 3:24
10. «What Kind of Girl» (Goh, Russell) - 3:50